# Golineh Atai

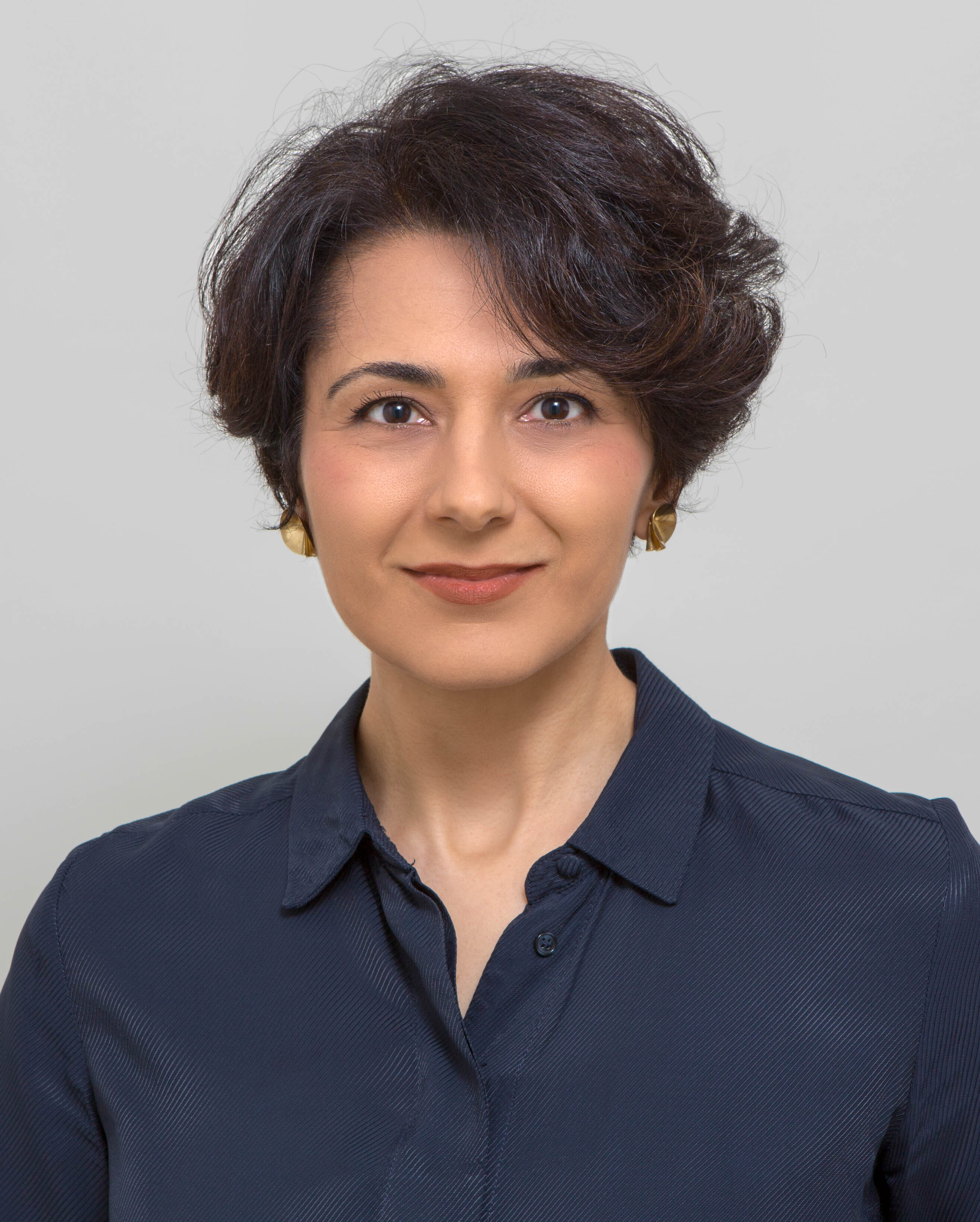
Golineh Atai (2021)

Golineh Atai (persisch گلینه عطایی; anhörenⓘ; geboren 8. Dezember 1974 in Teheran) ist eine deutsche Fernseh-Korrespondentin und Kriegsberichterstatterin.

## Leben
Im Alter von fünf Jahren zog Atai mit ihren Eltern aus dem Iran nach Deutschland und wuchs in Hoffenheim auf. Nach dem Abitur am Wilhelmi-Gymnasium in Sinsheim schloss sie ihr Studium an der Ruprecht-Karls-Universität in Heidelberg (1993–2000) mit dem Magister in den Fächern Romanistik, Politologie sowie Iranistik ab und wurde danach Journalistin.
Golineh Atai absolvierte ein Volontariat beim Südwestrundfunk und war unter anderem als Fernseh-Reporterin am Standort Mainz für die Berichterstattung aus Rheinland-Pfalz zuständig. Von 2006 bis 2008 war sie für die ARD als Korrespondentin in Kairo tätig. Von 2010 bis 2011 war Atai Redakteurin beim ARD-Morgenmagazin. Ab Dezember 2011 arbeitete sie als Redakteurin und Reporterin bei der Tagesschau für den WDR in Köln. Von Februar 2013 bis Sommer 2018 war sie für die ARD als Korrespondentin in Moskau tätig. Während des Euromaidan in der Ukraine berichtete Atai aus Kiew für die ARD. In einem Beitrag für den Weltspiegel dokumentierte sie manipulative Praktiken russischer und ukrainischer Fernsehsender. Im Sommer 2018 kehrte Atai zurück in die Tagesschau-Redaktion des WDR und war auch für das Magazin Monitor im Einsatz. 
Zum 1. Januar 2022 wechselte sie zum ZDF und übernahm die Leitung des Studios in Kairo. Bei der Fußball-Weltmeisterschaft 2022 in Katar war sie als Korrespondentin für das ZDF-Sportstudio vor Ort tätig. 2024 berichtete sie während der Angriffe auf internationale Schiffe im Roten Meer aus Sanaa, der von den Huthi-Rebellen besetzten Hauptstadt des Jemen.
2019 erschien Atais Buch Die Wahrheit ist der Feind – Warum Russland so anders ist.

## Auszeichnungen
- 2005: Recherchestipendium der Otto-Brenner-Stiftung für kritischen Journalismus für das Projekt Auslandsadoptionen im globalen Kindermarkt
- 2007: Nominierung für den Adolf-Grimme-Preis in der Kategorie Information und Kultur/Spezial
- 2008: Nominierung für den Reemtsma Liberty Award[6]
- 2010: Medienpreis „Kinderrechte in der Einen Welt“ der Kindernothilfe für "Suche Kind, zahle bar – Die Adoptionslobby" vom WDR[7]
- 2014: Hanns-Joachim-Friedrichs-Preis für Fernsehjournalismus[8]
- 2014: Journalistin des Jahres für ihre „herausragende Berichterstattung in der seit über einem Jahr andauernden Debatte über die Ukraine-Krise“[9]
- 2015: Peter-Scholl-Latour-Preis für ihren Weltspiegel-Beitrag Ukraine: Quo vadis?[10]
- 2023: Marie Juchacz-Frauenpreis zur Gleichstellung von Mann und Frau durch glaubwürdige, ausgewogenen Auslandsjournalismus aus Russland, der Ukraine, dem Iran und der arabischen Welt[11]
- 2023: Nominierung für den Grimme-Preis für ihre Berichterstattung aus dem Arabischen Raum[12]
- 2024: Schillerpreis der Stadt Mannheim[13]

## Publikationen
- Die Wahrheit ist der Feind – Warum Russland so anders ist, Rowohlt Verlag, Berlin 2019, ISBN 978-3-7371-0061-8.[5][14]
- Iran – Die Freiheit ist weiblich. Rowohlt, Berlin 2021, ISBN 978-3-7371-0118-9.
- Zerrissener Jemen – Im Griff der Huthi-Miliz, Video der ZDF-Mediathek, veröffentlicht am 29. Februar 2024